# Taqwacore
Taqwacore ist ein Genre des Punk, das mit dem Islam und seiner Kultur in Zusammenhang steht.
Der Begriff wurde von dem zum Islam konvertierten amerikanischen Schriftsteller Michael Muhammad Knight in einem Roman mit dem Titel The Taqwacores geprägt und beschreibt dort als Kunstwort aus dem arabischen Begriff Taqwa (Gottesehrfurcht oder auch Demut gegenüber Allah,) und dem englischen Wort Hardcore als Analogie für Hardcore-Punk eine islamisch beeinflusste und geprägte Punkmusikbewegung.
Im 2009 entstandenen und von Knights Buch beeinflussten Dokumentarfilm Taqwacore: The Birth of Punk Islam wurden erstmals sich als Taqwacore bezeichnende Bands wie The Kominas, Al-Thawra und Vote Hezbollah einer breiteren Öffentlichkeit bekannt. Es gibt noch keinen endgültigen ausgeprägten Taqwacore-Sound, die Künstler spielen aus verschiedenen Musikrichtungen, von Punk bis Hip-Hop.

## Videos
- Bericht über Taqwacore (Punk Islam) aus 'Tracks' vom 21. Januar 2010 – youtube.com
- The Kominas - Tahrir Square Dance (Klangbeispiel – youtube.com)
- Vote Hezbollah - Poppy Fields (Klangbeispiel – youtube.com)
- Al-Thawra - Hatred Thread (Klangbeispiel – youtube.com)
- Secret Trial Five - Middle Eastern Zombies (Klangbeispiel – youtube.com)
- Omar Waqar (Klangbeispiel vimeo.com)